# Памирский тракт
Памирский тракт — автомобильная дорога, соединяющая современные города Ош (Киргизия), Хорог (Таджикистан) и Душанбе, протяжённостью свыше 1200 км.
В «Большом энциклопедическом словаре» (издательства 1991 года) собственно Памирским трактом названа только часть дороги от города Хорог (Таджикистан) до города Ош (Киргизия), протяжённостью 701 км. Из Душанбе можно проехать по автодороге М41 в афганский город Мазари-Шариф.
В Оше дорога соединяется с европейским маршрутом E010 Бишкек — Ош. Через перевал Кульма соединяется с Каракорумским шоссе. Участок Душанбе — Кульма является европейским маршрутом E008. В Сары-Таш соединяется с европейским маршрутом E60. Участок Ош — Сары-Таш является частью европейского маршрута E007.

## Старый Памирский тракт
В конце XIX — начале XX века в Средней Азии между Британской и Российской империями продолжалось острое геополитическое соперничество за влияние в регионе, получившее в мировой истории название «Большая Игра». Военное ведомство Российской империи, обеспокоенное активностью англичан на Памире, приняло решение построить стратегическую военную дорогу, по которой возможно было бы оперативно перебрасывать войска из Ферганской в Алайскую долину и осуществлять их эффективное снабжение. Строительство планировалось и осуществлялось в глубокой тайне и долгое время о существовании колёсной дороги через Алайский хребет в Русском Туркестане в Европе не было известно.
Летом 1903 года офицер Русской армии, военный географ Николай Корженевский, поднявшись на перевал Талдык (Киргизия) высотой 3 615 метров, обнаружил Памятный столб с именами людей, принявших участие в проектировании и прокладке колёсной дороги по Гиссаро-Алаю в «русском» Туркестане. Это были подполковник Бронислав Громбчевский, инженеры путей сообщения Мицкевич, Бураковский, Зараковский и подпоручик Ирмут. Долгое время европейцы полагали, что первую дорогу через перевал Талдык построили в 1916 плененные в Первой мировой войне австрийцы. Дневник Корженевского свидетельствует о другом. Он считал, что в 1893 году построили её русские саперные части. Однако, первая колёсная дорога, соединявшая Ош и Алайскую долину в Киргизии через Талдыкский перевал, была построена ещё в 1876 году, русским отрядом под командованием генерала А. К. Абрамова. Позднее этот небольшой участок дороги (88 вёрст) из Ферганской в Алайскую долину Киргизии получил название «Старый Памирский тракт». По свидетельству Н. Корженевского, в 1910 году от Гульчи на юг, через Восточный Памир шла только опасная вьючная тропа. Вдоль Пянджа, от Дарваза до Рушана в 1915 году русскими военными частями, с помощью местного населения, была также проложена вьючная тропа, грузы перевозились вьюками на лошадях и ослах. Камнепады, обвалы, лавины, водопады, половодья часто разрушали тропу.
К 1930 году, по свидетельству очевидцев, эта тропа была в ужасном состоянии, даже вьючные лошади с трудом могли пройти по ней, их приходилось постоянно разгружать, чтобы перевести по оврингам.
На 1933 год Памирский тракт в системе ЦУДОРТРАНС как объект капитального строительства был признан СНК Союза ССР ударной стройкой, для которой была установлена первоочерёдность снабжения стройматериалами, оборудованием и срочность перевозок-грузов.
С завершением в 1937 году, в советское время, строительства автомобильной дороги, соединяющей города Ош и Хорог, Старый Памирский тракт стал составной частью большого Памирского тракта.
Указом ПВС СССР от 5 марта 1941 года тракту присвоено имя И. В. Сталина.

## Общая характеристика
Большая часть автодороги проходит по территории Таджикистана, связывая автомобильным сообщением столицу государства Душанбе с главным городом Горного Бадахшана — Хорогом. Эта часть Памирского тракта получила название Западный Памирский тракт. Другой участок дороги, по которому традиционно идут наибольшие перевозки, связывает Хорог с киргизским городом Ош. Он получил название Восточный Памирский тракт. В городе Ош имеется УПД (Управление Памирской дороги), а также две автомобильные базы — ПАТУ (гражданские грузовые перевозки на Памир) и войсковая часть № 3333 (автобатальон, осуществляющий снабжение воинских частей на Памире).
Дорога большей частью является грунтовой. В зимнее время дорога не эксплуатируется в связи с опасностью схода лавин.

## Восточный Памирский тракт
Дорога Ош — Хорог протяжённостью 701 км была построена в два этапа. В результате принятия подданства Российской Империи регионом и освоения Хивы, Бухары, Гиссаро-Алая и Северного Памира и их присоединения к Российской империи, в 1876 году частями русской армии через перевал Талдык была тайно построена военная стратегическая дорога (88 вёрст), соединяющая Ферганскую и Алайскую долины Киргизии. Дорогу восстанавливали в 1893 году. Спустя 38 лет, в 1931—1934 годах эта дорога была продолжена до города Хорог. В Советском Союзе дороге придавалось большое значение в связи с развитием территорий горного Памира. По этой дороге доставлялись грузы социального (продовольствие, товары народного потребления, топливо и др.), военного и производственного назначения.
На участке от Оша до Хорога дорога проходит через три главных горных перевала: Талдык (3 615 метров), Кызыл-Арт (4 280 метров) и Ак-Байтал (4 655 метров), который является одним из самых высокогорных, по которым проходят автомобильные дороги.

## Западный Памирский тракт
Позднее был построен участок дороги Душанбе — Хорог протяжённостью около 580 км, который с точки зрения строительства и эксплуатации является более сложным в силу особенностей горного рельефа. В строительстве дороги принимали участие около 30 000 человек. Из-за сложного рельефа, работы приходилось вести ручным инструментом и с помощью взрывчатки.
Открытие Западно-Памирского тракта имени Сталина состоялось в 1940 году.

## Основные пункты на Большом Памирском тракте
Если следовать по Большому Памирскому тракту от г. Ош, то маршрут Памирского тракта может быть записан следующим образом:
г. Ош — с. Гульча — долина р. Гульча — пер. Талдык (3615, перевал через Алайский хребет) — пер. 40 лет Киргизии (3541) — с. Сары-Таш (Алайская долина) — пер. Кызыл-Арт (4250, перевал через Заалайский хребет, въезд на территорию Горного Бадахшана, пересечение границы между Киргизстаном и Таджикистаном) — долина р. Маркансу — пер. Уйбулак (4200) — озеро Каракуль — пер. Акбайтал (4655) — г. Мургаб — пер. Найзаташ (4314) — Аличурская долина — пер. Харгуш (4091) + пер. Тагаркаты (4168) — долина р. Сулу-Тагаркаты — пер. Кой-Тезек (4251) — долина р. Гунт — г. Хорог — долина реки Пяндж — с. Калаи-Хумб — пер. Хабуработ (3720) — долина р. Обихингоу — долина р. Вахш — г. Душанбе.
В настоящее время Памирский тракт входит в состав трассы М41.